# Erena Mizusawa
Erena Mizusawa (jap. 水沢 エレナ Mizusawa Erena; ur. 21 marca 1992 r. w Nagoja) – japońska aktorka i modelka.

## Życiorys
Mizusawa ze strony matki jest w połowie Koreanką. Kiedyś była modelką dla magazynu Candy, a później przeniosła się do innego magazynu o modzie, Seventeen. Opuściła Seventeen w 2011 roku. Wiosną 2007 roku została aktorką, występując i grając w kilku serialach telewizyjnych. Obecnie jest modelką dla japońskiego magazynu Non-no.

## Filmografia

### Seriale
- Mokomi ~ kanojo chotto hendakedo ~ (TV Asahi 2021)
- Shorui o otoko ni shita dake de (TBS 2020)
- Pāfekutowārudo (Kansai TV 2019)
- Miss debiru jinji no akuma Tsubaki Mako (Nippon TV 2018)
- Middonaito jānaru kieta yūkai-han o oe! Nanatoshi-me no shinjitsu (TV Tokyo 2018)
- Agasa Kurisuti ni-yo renzoku dorama supesharu dai joyū satsujin jiken ~-kyō wa yoko ni hibiwarete ~ (TV Asahi 2018)
- Getsuyō meisaku gekijō `zeimu chōsakan madogiwa Tarō no jiken-bo 33 (TBS 2018)
- # Hasshutagu (Tokyo MX 2018)
- Nemurenu shinju 〜 mada koi shite mo īdesu ka?〜 (Nippon TV 2017)
- Nichiyō waido `shomu kōin ta Kaga shu mizu ga yurusanai (TV Asahi 2017)
- Furankenshutain no koi (Nippon TV 2016)
- Sabutoichitorimonohikae Fuyuka no shō (Nippon TV 2016)
- Seisei suru hodo, itoshi teru (TBS 2016)
- Dokutākā (Yomiuri TV 2016)
- Yamamoto shūgorō ninjō jidaigeki (TV Tokyo 2016)
- Sumika Sumire (TV Asahi 2016)
- Wairudo Hirozu (Nippon TV 2015)
- Kurofuku Monogatari (TV Asahi 2014)
- Subete ga F ni Naru (Fuji TV 2014)
- Zero no Shinjitsu - Kansatsui Matsumoto Maou (TV Asahi 2014)
- Senryokugai Sosakan (Nippon TV  2014)
- Doxtor-X (TV Asahi 2013)
- Biginazu! (TBS 2012)
- Koisuru mezon.〜 Reinbō rōzu (TV Tokyo 2012)
- Serebupātī e ikou (BS-TBS 2012)
- Shuen sa ma~a 〜zu 〜 settei miyōshitsu 〜 (Nippon TV 2012)
- Mioka (Nippon TV 2010)
- Kisekinodōbutsuen 2010 〜 asahiyamadōbutsuenmonogatari 〜 (Fuji TV 2010)
- Jin (TBS 2009)
- Za kuizushou (Nippon TV 2009)
- The naminori resutoran (Nippon TV 2008)
- Koizora (TBS 2008)
- Tōkyō shōjo (BS11 2008)
- Natsu no hotto BS! 2007 〜 (BS11 2007)
- Koisurunichiyōbi dai 3 shirīzu (BS-TBS 2007)

### Filmy
- On'na no kigen no naoshi-kata (2019)
- Kurochō no himitsu (2018)
- Kurōbā (2014)
- Suitchiwoosutoki (2011)
- Kazegatsuyokufuiteiru (2009)